# 벨베데레의 아폴로

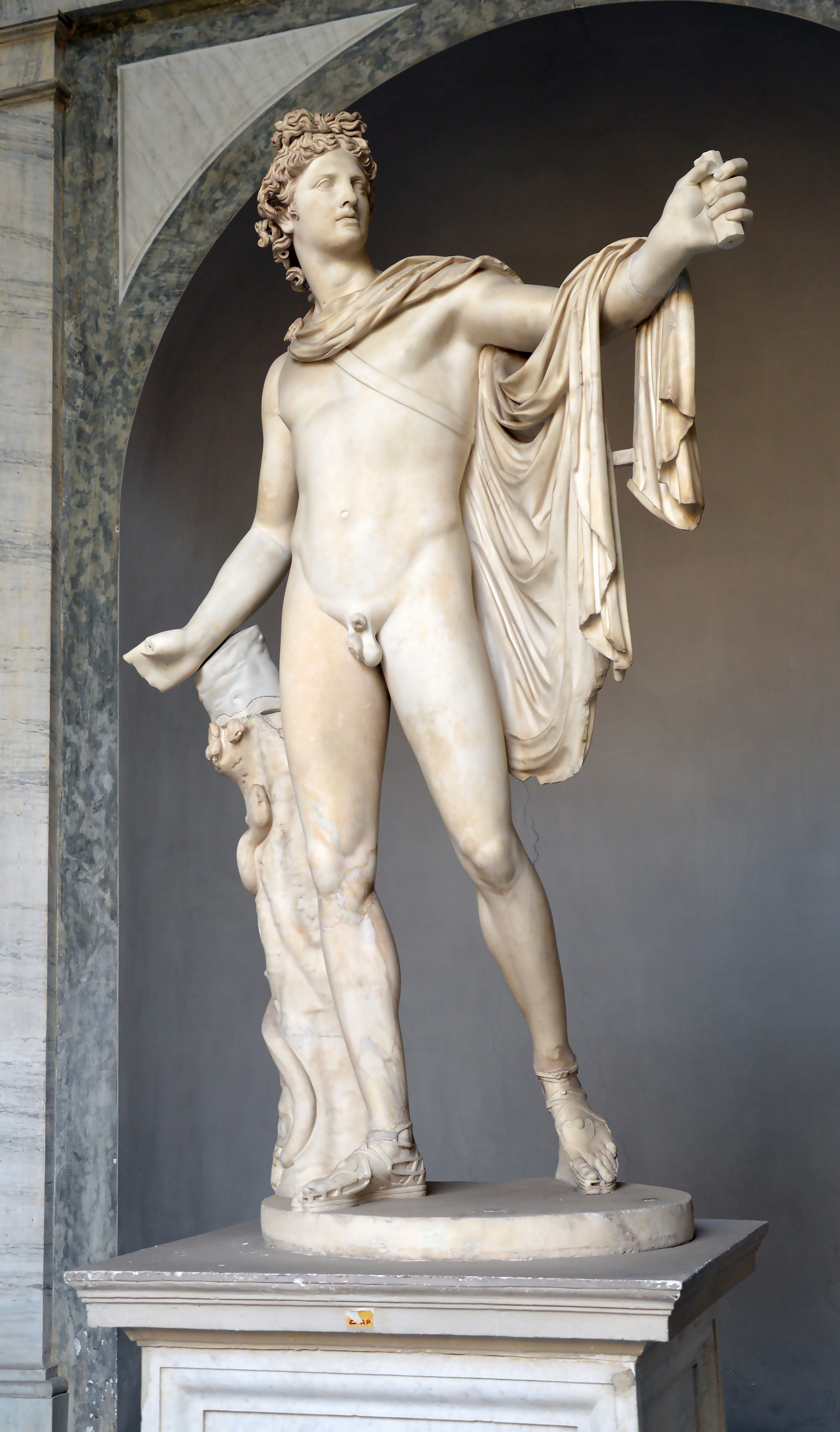
벨베데레의 아폴로

벨베데레의 아폴로(Apollo del Belvedere, Apollo Belvedere)는 아폴론을 본뜬 대리석상이다. 이탈리아 르네상스 시대인 15세기 말에 이탈리아 중부 지역에서 발견되었고, 1511년부터 바티칸 궁전에 전시되었다. 현재는 바티칸 미술관에 전시되어 있다.